# Longithorax furca
Genre
Espèce
Longithorax furca, unique représentant du genre Longithorax, est une espèce fossile d'araignées aranéomorphes de la famille des Tetrablemmidae.

## Distribution
Cette espèce a été découverte dans de l'ambre de Birmanie. Elle date du Crétacé.

## Publication originale
- Wunderlich, 2017 : New and rare fossil spiders (Araneae) in mid Cretaceous amber from Myanmar (Burma), including the description of new extinct families of the suborders Mesothelae and Opisthothelae as well as notes on the taxonomy, the evolution and the biogeography of the Mesothelae. Beiträge zur Araneologie, vol. 10, p. 72–279.